# Daniel Müller (curlingspelare)
Daniel Müller, född den 29 maj 1965, är en schweizisk curlingspelare.
Han tog OS-guld i herrarnas curlingturnering i samband med de olympiska curlingtävlingarna 1998 i Nagano.